# باشگاه فوتبال بودمین تاون
باشگاه فوتبال بودمین تاون (به انگلیسی: Bodmin Town Football Club) یک باشگاه فوتبال در شهر بودمین، کشور انگلستان است که در سال ۱۸۸۹ میلادی تأسیس شده‌است.